# Ishiuchi Miyako
Ishiuchi Miyako est un nom japonais traditionnel ; le nom de famille (ou le nom d'école), Ishiuchi, précède donc le prénom (ou le nom d'artiste) Miyako.
Ishiuchi Miyako (石内 都, née le 27 mars 1947 à Kiryū dans la préfecture de Gunma) est une artiste photographe japonaise.

## Biographie
Née dans le département de Gunma, Ishiuchi Miyako grandit à Yokosuka, ville portuaire comprenant une grande base américaine.
Elle interrompt des études en design textile à l’université des beaux-arts de Tama pour se consacrer à la photographie. En ce domaine artistique, elle est autodidacte.
Elle commence par photographier des parties décrépites de Yokosuka, liées à l'occupation américaine et aux bordels que fréquentaient les soldats. En 1978, elle reçoit le prix Kimura Ihei.
Ce n’est toutefois qu’à partir de 1990 et son album 1.9.4.7 dévoilant le corps de femmes mûres qu’elle s’impose parmi les principaux artistes et photographes de sa génération. Les photographies rapprochées de cicatrices, de peaux flétries, de vêtements ou objets intimes usés sont parmi les plus caractéristiques de son œuvre. Elle explore le thème de la blessure, physique ou psychologique, en voyant les photographies et les cicatrices comme des marques similaires du passage du temps. Elle a ainsi photographié les objets et vêtements ayant appartenu à sa mère ou à l'artiste Frida Kahlo.
Elle est aussi critique de la vision dominante du corps proposée par les médias en général et la publicité, qui se contentent de montrer des personnes jeunes et belles.
En 1994, Ishiuchi Miyako est invitée à participer à l'exposition « Art d’avant-garde japonais d’après-guerre » au musée Guggenheim à New York. Elle a représenté le Japon à la Biennale de Venise en 2005.
En mars 2014, elle reçoit le prix international de la Fondation Hasselblad (2014 Hasselblad Foundation International Award in Photography), notamment pour son statut de pionnière comme photographe femme dans le monde largement masculin de la photographie artistique japonaise.
En 2015, le J. Paul Getty Museum de Los Angeles présente une exposition personnelle « Postwar Shadows. »
Son exposition Texture and Photography s'est tenue au Yokohama Museum of Art du 9 décembre 2017 au 4 mars 2018.
En 2024, Ishiuchi Miyako est lauréate du prix Women In Motion pour la photographie décerné par les Rencontres de la photographie d'Arles et Kering. Son prix lui est remis au cours d'une soirée spéciale au théâtre antique d'Arles, au cours de laquelle elle présente son œuvre et partage avec le public son parcours et son regard sur la place des femmes dans la photographie et dans la société.

## Principaux albums
Années 1970
- 1978 Apartment
- 1979 Zesshō Yokosuka Story 絶唱・横須賀ストーリー

Années 1980
- 1981 Endless Night 2001 Ren’ya no Machi – Ishiuchi Miyako Shashinshū 連夜の街―石内都写真集,  (ISBN 4-89830-088-X)
- 1981 Suidōbashi, Tōkyō Shika Daigaku (水道橋・東京歯科大学, Suidōbashi, Zahnmedizische Hochschule Tokio)

Années 1990
- 1990 Yokosuka again 1980-1990, Sōkyūsha, 1990
- 1990 1·9·4·7  (ISBN 4-87198-831-7)
- 1993 Monochrome (モノクローム);  (ISBN 4-480-87219-1)
- 1994 1906・to the skin (Kawade shobō shinsha)  (ISBN 4-309-26220-1)
- 1995 Te, Ashi, Niku, Karada (手・足・肉・体, « Mains, pieds, chairs, corps »),  (ISBN 4-480-80334-3), avec Miyako Itō
- 1995 Sawaru – Chromosome XY さわる―Chromosome XY;  (ISBN 4-10-602416-0) Shinchōsha
- 1998 Yokosuka Again 1980–1990  (ISBN 4-938628-28-7)

Années 2000
- 2000 Tsume (爪, « ongles, griffes »);  (ISBN 4-582-27744-6)
- 2005 Kizuato (キズアト, « Narben »);  (ISBN 4-7830-1024-2)
- 2005 Bara no Parfum (薔薇のパルファム, « Le parfum des roses »), Kyūryūdō  (ISBN 4-7630-0507-3)
- 2005 Mother’s 2000–2005: Mirai no Kokuin/le sceau du futur, Tankōsha, (マザーズ2000–2005未来の刻印;  (ISBN 4-473-03257-4))
- 2006 Scars Sōkyūsha,  (ISBN 4-902137-85-2)
- 2007 Club & Courts Yokosuka Yokohama  (ISBN 978-4-86219-055-0)
- 2007 Innocence  (ISBN 978-4-903545-12-7)
- 2008 Hiroshima ひろしま; Shūeisha,  (ISBN 978-4-08-780482-9)[7]
- 2008 Miyako Ishiuchi Photographs 1976–2005, Manfred Heiting, Cinubia Production
- 2008 One days, Rat Hole Gallery
- 2009 Ishiuchi Miyako Infinity∞: Shintai no Yukue  Infinity. « La destination des corps », Kyūryūdō (石内都Infinity∞ 身体のゆくえ);  (ISBN 978-4-7630-0921-0)

Années 2010
- 2010 Sweet Home Yokosuka 1976–1978
- 2010 Tokyo Bay Blues
- 2012 Kinu no Yume 絹の夢
- 2013 sa・bo・ten
- 2014 Frida by Ishiuchi (ISBN 978-8415118695)

## Filmographie[8]
- Linda Hoaglund, Things Left Behind (2012)
- Tadasuke Kotani, フリーダ・カーロの遺品－石内都、織るように (L'héritage de Frida Kahlo - Miyako Ishiuchi, c'est comme tisser) (2015)